# David M. Camp

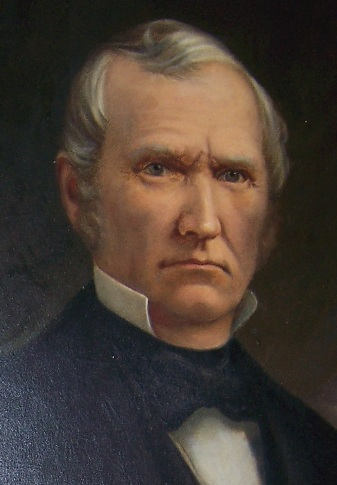
David M. Camp

David Manning Camp (* 21. April 1788 in Tunbridge, Vermont; † 20. Februar 1871 in Derby Line, Vermont) war ein US-amerikanischer Rechtsanwalt und Politiker, der von 1836 bis 1841 Vizegouverneur von Vermont war.

## Leben
Camp wurde in Tunbridge, Vermont geboren. Er machte seinen Abschluss 1810 am Dartmouth College der University of Vermont. 1813 zog er nach Derby. Dort übernahm er das Amt des US Customs Collectors. Der US Customs Collector hatte die Aufgabe, die Entrichtung von Zöllen in einer bestimmten Stadt oder Region zu überwachen.
Er studierte Jura, erhielt die Zulassung als Anwalt und ließ sich in Newport nieder. 1815 heiratete er Sarepta Savage, sie hatten drei gemeinsame Kinder. Zu dieser Zeit diente er als District Attorney für das Orleans County. Von 1825 bis 1826 und erneut von 1834 bis 1835 war er Abgeordneter im Repräsentantenhaus von Vermont. Das Amt des Side Jugde für Orleans County bekleidete er von 1830 bis 1832 sowie von 1834 bis 1835.
Der Whig Party trat er bei, als die Partei gegründet wurde und war Vizegouverneur von 1836 bis 1841. Er war der erste gewählte Vizegouverneur nach der Gründung des Senats von Vermont, zudem der erste Vizegouverneur, der auch Präsident des Senats war. An der Whig National Convention von 1839 nahm er als Delegierter teil.  Nach seiner Amtszeit als Vizegouverneur gewann Camp die Wahl zum Senat von Vermont und war von 1842 bis 1844 Senator.
Als County Side Judge war Camp 1843 erneut tätig, gleichzeitig als Superintendent of Schools. Diesem obliegt in den Vereinigten Staaten die Kontrolle der Exekutive und der Verwaltung von Bildungseinrichtungen.
In den 1850er Jahren zog Camp nach Milwaukee, Wisconsin. Dort lebte sein Sohn Hoel H. Camp, Bankier und Geschäftsmann. Er kehrte nach Vermont in den 1860er Jahren zurück und ließ sich in Derby Line, Vermont, nieder, wo er im Ruhestand lebte.
Camp starb in Derby Line am 20. Februar 1871. Sein Grab befindet sich auf dem Derby Center Cemetery.

## Familie
Sein Neffe gleichen Namens war Schreiber im Repräsentantenhaus von Vermont von 1869 bis 1878.